# Николоас Левидис
Атина
Николаос Левидис (грч. Νικόλαος Λεβίδης; Крф, 25. август 1868. — 1942) био је грчки стрелац, учесник првих Олимпијских игара 1896. у Атини.
Левидис се такмичио у дисциплини гађања пушком слободног избора. Његов пласман и резултат нису познати, мада се зна да није завршио у првих пет.
Шеснаест година касније на Олимпијским играма 1912. у Стокхолму поново се такмичио у стрељашству у девет дисциплина.

## Резултати
| Такмичење         | Дисциплина                                     | Пласман | Резултат |
| ----------------- | ---------------------------------------------- | ------- | -------- |
| ОИ 1896. Атина    | Пушка сободног избора 300 метара               | 4       |          |
| ОИ 1912. Стокхолм | пиштољ за двобој 30 m                          | 34      |          |
| ОИ 1912. Стокхолм | Пушка слободног избора екипно                  | 4       |          |
| ОИ 1912. Стокхолм | Пушка слободног избора став по жељи            | 52      |          |
| ОИ 1912. Стокхолм | Војничка пушка 200,400, 500, 600 метара екипно | 7       |          |
| ОИ 1912. Стокхолм | малокалибарска пушка став по жељи              | 25      |          |
| ОИ 1912. Стокхолм | малокалибарска пушка 50 m екипно               | 6       |          |
| ОИ 1912. Стокхолм | малокалибарска пушка 25 m покретне мете        | 30      |          |
| ОИ 1912. Стокхолм | малокалибарска пушка покретне мете 25 m екипно | 4       |          |
| ОИ 1912. Стокхолм | глинени голубови једностука паљба              | 19      |          |